# Freylinia lanceolata
Freylinia lanceolata là một loài thực vật có hoa trong họ Huyền sâm. Loài này được (L.) G.Don mô tả khoa học đầu tiên năm 1839.